# Liste der Baudenkmale in Brieselang
In der Liste der Baudenkmale in Brieselang sind alle Baudenkmale der brandenburgischen Gemeinde Brieselang und ihrer Ortsteile aufgelistet. Grundlage ist die Veröffentlichung der Landesdenkmalliste mit dem Stand vom 31. Dezember 2023.

## Baudenkmale in den Ortsteilen
In den Spalten befinden sich folgende Informationen:
- ID-Nr.: Die Nummer wird vom Brandenburgischen Landesamt für Denkmalpflege vergeben. Ein Link hinter der Nummer führt zum Eintrag über das Denkmal in der Denkmaldatenbank. In dieser Spalte kann sich zusätzlich das Wort Wikidata befinden, der entsprechende Link führt zu Angaben zu diesem Denkmal bei Wikidata.
- Lage: die Adresse des Denkmales und die geographischen Koordinaten. Link zu einem Kartenansichtstool, um Koordinaten zu setzen. In der Kartenansicht sind Denkmale ohne Koordinaten mit einem roten beziehungsweise orangen Marker dargestellt und können in der Karte gesetzt werden. Denkmale ohne Bild sind mit einem blauen bzw. roten Marker gekennzeichnet, Denkmale mit Bild mit einem grünen beziehungsweise orangen Marker.
- Bezeichnung: Bezeichnung in den offiziellen Listen des Brandenburgischen Landesamtes für Denkmalpflege. Ein Link hinter der Bezeichnung führt zum Wikipedia-Artikel über das Denkmal.
- Beschreibung: die Beschreibung des Denkmales
- Bild: ein Bild des Denkmales und gegebenenfalls einen Link zu weiteren Fotos des Baudenkmals im Medienarchiv Wikimedia Commons

### Bredow
| ID-Nr.                           | Lage                      | Bezeichnung                                                              | Beschreibung | Bild           |
| -------------------------------- | ------------------------- | ------------------------------------------------------------------------ | --- | -------------- |
| 09150025                         | (Lage)                    | Grabstätte für zwei ermordete polnische Zwangsarbeiter, auf dem Friedhof | Denkmalverlust: Die Grabstätte ist nicht mehr auszumachen. Es gibt weder einen Hinweis auf selbige noch einen Grabstein, der auf diese Zeit datiert ist. Der Friedhof umfasst viele erloschene und nicht mehr gepflegte Gräber. Einzig eine gepflegte Gedenkstätte für unbekannte und bekannte deutsche Soldaten kann der Friedhof vorweisen. Die angegebenen Koordinaten informieren über den Standort der Friedhofsanlage. Recherche mittels Vor-Ort-Besuch. | BW             |
| 09151022                         | Berliner Straße 23 (Lage) | Dorfkirche mit Grabplatten, Grabkreuz, Einfriedungsmauer und Torpfeilern | | weitere Bilder |
| 09151023 Teilobjekt zu: 09151022 | Berliner Straße 23 (Lage) | Orgel                                                                    | | BW             |
| 09151024 Teilobjekt zu: 09151022 | Berliner Straße 23 (Lage) | Grabplatte                                                               | | Grabplatte     |
| 09151025 Teilobjekt zu: 09151022 | Berliner Straße 23 (Lage) | Grabkreuz                                                                | | Grabkreuz      |
| 09151026 Teilobjekt zu: 09151022 | Berliner Straße 23 (Lage) | Einfriedung                                                              | | BW             |

### Brieselang
| ID-Nr.   | Lage                        | Bezeichnung                                    | Beschreibung | Bild                                           |
| -------- | --------------------------- | ---------------------------------------------- | --- | ---------------------------------------------- |
| 09150030 | Waldfriedhof (Lage)         | Acht Kindergräber ausländischer Zwangsarbeiter | | Acht Kindergräber ausländischer Zwangsarbeiter |
| 09150029 | Waldfriedhof (Lage)         | Grabstätte für Elisabeth Bethge                | Bewidmet der Widerstandskämpferin Elisabeth Bethge. Die Grabanlage datiert auf etwa 1945. | Grabstätte für Elisabeth Bethge                |
| 09150027 | Am Wald 69 (Lage)           | Wohnhaus des Bildhauers Hans Klakow            | In dem Haus hatte der Bildhauer Hans Klakow sein Atelier. Es ist heute ein Museum. | Wohnhaus des Bildhauers Hans Klakow            |
| 09150028 | Schulplatz 5 (Lage)         | Eingangsportal der Grundschule                 | Das Portal ist Bestandteil der Schulerweiterung. Datiert auf 1934/1935. Die beiden den Blick einander zugewandten und etwa auf Augenhöhe angebrachten Skulpturen rechts und links vom Portal, stammen vom Bildhauer Hans Klakow. | Eingangsportal der Grundschule                 |
| 09150540 | Karl-Marx-Straße 139 (Lage) | Evangelisches Gemeindezentrum                  | | weitere Bilder                                 |
| 09150026 | Platz des Friedens (Lage)   | Ehrenmal für die Opfer des Faschismus (OdF)    | Datiert auf nach 1945. Der einzig nicht mehr erhaltene Original-Buchstabe ist das 'M' (des Wortes 'Mahnen') Dieser wurde bei der Instandsetzung 2020 ersetzt, ebenso wie die Farbe der Dreiecke und der Buchstaben.              | Ehrenmal für die Opfer des Faschismus (OdF)    |

### Zeestow
| ID-Nr.   | Lage                                       | Bezeichnung                | Beschreibung | Bild               |
| -------- | ------------------------------------------ | -------------------------- | --- | ------------------ |
| 09150555 | Wernitzer Weg / Wustermarker Straße (Lage) | Dorfkirche                 | Die Kirche wurde im Jahr 1850 errichtet, seit 2014 ist die Kirche auch eine Autobahnkirche. | weitere Bilder     |
| 09150398 | Wernitzer Weg / Wustermarker Straße (Lage) | Grabmal von Bredow (Stele) | Bewidmet der Familie von Bredow. Auf dem Kirch-Friedhof, in östlicher Verlängerung der Gräber: freistehende, säulenartige Sandstein-Stele, kanneliert, mit zwei Inschriften (lesbar ist noch ein Viertel davon), auf einem quadratischen Sockel stehend. | weitere Bilder     |
| 09151028 | Wustermarker Straße 15 (Lage)              | Wirtschaftsgebäude         | Vierseithof datiert auf 1851/1900. Es folgten Um- und Aufbauten. Ziegelbau mit Satteldach. Abgebildet ist der nördliche Flügel des Vierseithofes. | Wirtschaftsgebäude |

## Ehemalige Baudenkmale
| ID-Nr. | Lage                          | Bezeichnung     | Beschreibung                                                           | Bild            |
| ------ | ----------------------------- | --------------- | ---------------------------------------------------------------------- | --------------- |
|        | Wustermarker Straße 16 (Lage) | Speichergebäude | Das Speichergebäude wurde 2019 aus der Liste der Baudenkmale gelöscht. | Speichergebäude |